# Prosopamnesia

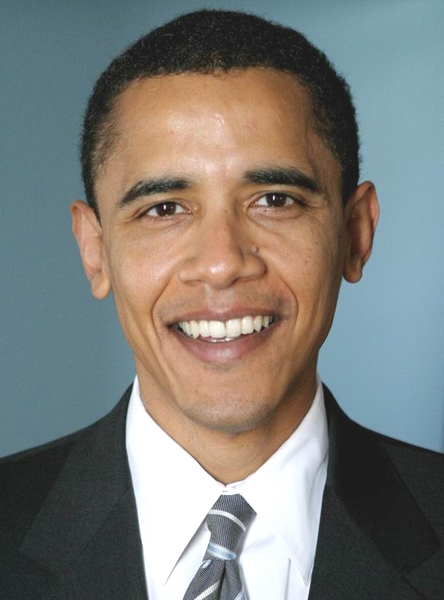
Una persona que sufre de prosopamnesia tendría que estar expuesta muchas veces al rostro de un personaje famoso, como Barack Obama, antes de poder reconocerlo porque la parte de su cerebro responsable de codificar la memoria de los rostros está dañada.

Prosopamnesia (griego: προσωπον = "rostro", αμνησια = olvido) es el deterioro neurológico selectivo en la capacidad de aprender nuevos rostros. Hay un circuito neuronal especial para el procesamiento de rostros a diferencia de otros objetos. La prosopamnesia es un déficit en la parte de este circuito responsable de codificar las percepciones como recuerdos.

## Visión general
Se presenta como una incapacidad para reconocer a las personas a las que se ha conocido anteriormente basándose en sus rostros. De esta forma, se confunde muy fácilmente con prosopagnosia, una incapacidad para percibir o reconocer rostros. La prosopagnosia es un déficit que se produce antes en el circuito neural mientras se procesan los estímulos faciales, mientras que la prosopamnesia tiene efecto cuando el cerebro intenta codificar los estímulos faciales procesados en la memoria. Debido a que la distinción entre ambos es tan estrecha en el circuito neurológico, la única diferencia fenotípica entre los dos está en la amplitud de rostros a los que se aplican los síntomas de un paciente. Los pacientes con prosopagnesia no pueden reconocer rostros, incluso de personas dentro de sus propias familias durante toda su vida. Mientras tanto un paciente con prosopamnesia demuestra memoria a los estímulos faciales aprendi dos antes del inicio de su condición (en el caso de la prosopamnesia adquirida) o de los estímulos faciales que han encontrado repetidamente durante largos períodos de tiempo (en el caso de la prosopamnesia congénita). 
Actualmente solo existen dos casos diagnosticados. Esto probablemente se deba al hecho de que fácilmente se puede diagnosticar erróneamente como prosopagnosia en función de los síntomas. Algunos médicos incluso han reconocido distinciones en los déficits de percepción facial y codificación de la memoria facial y los han clasificado como subfamilias de la prosopagnosia. Esta falta de coherencia dentro de la comunidad científica para clasificar a los pacientes con déficit de codificación de la memoria facial es una de las razones por las que la prosopamnesia tiene un diagnóstico tan poco común. La mayor parte del conocimiento actual sobre cómo funciona dentro del cerebro está hipotetizado, pero no probado, debido a la falta de estudios de casos. A medida que los médicos se den cuenta de la distinción entre prosopagnosia y prosopamnesia, puede ocurrir un diagnóstico adecuado y más frecuente de prosopamnesia.

## Síntomas
Los síntomas pueden incluir: 
- Dificultad para reconocer a las personas, especialmente fuera del contexto previo o familiar.
- Uso del cabello, forma de caminar o anteojos para identificar a la persona
- Requerir de muchos encuentros antes de poder recordar sus nombres
- Problemas para realizar un seguimiento de los personajes en películas o programas de televisión.
- Ansiedad social
- Tener recuerdos de los rostros de las personas conocidas antes de que ocurriera el daño cerebral (solo en el caso adquirido)[3]

## Causas
La prosopamnesia puede heredarse genéticamente (desarrollo) o adquirirse como resultado de un daño cerebral incidental. La causa exacta no está verificada debido a que solo hay dos casos conocidos. Cada uno de los grupos médicos que estudió a los actualmente diagnosticados propuso explicaciones ligeramente diferentes para la causa. El grupo del Dr. Tippett describió su causa como una "desconexión entre los mecanismos de aprendizaje y representaciones específicas del dominio". En otras palabras, una disfunción general en la capacidad del cerebro para codificar una representación de estímulos faciales en la memoria. El grupo del Dr. Williams planteó la hipótesis de que es causada por la incapacidad de mantener una representación estable de nuevos rostros el tiempo suficiente para que se codifiquen en la memoria.  Esta conclusión se basa parcialmente en las diferentes respuestas del paciente a rostros familiares y desconocidos dentro de la FFA como se ve en las respuestas dependientes del nivel de oxígeno en sangre (BOLD) registradas durante las pruebas de resonancia magnética funcional (fMRI).

## Circuito de procesamiento neuronal

Giro fusiforme

El área de la cara occipital se encuentra en la superficie inferior del lóbulo occipital

Dentro del cerebro, los estímulos visuales se procesan a lo largo de muchos circuitos neuronales diferentes. Debido a la importancia evolutiva de poder reconocer rostros y asociar información con otros en base a este reconocimiento, los humanos han desarrollado un circuito neuronal distinto para el procesamiento de los estímulos faciales. Desde el descubrimiento de este circuito, las estructuras anatómicas involucradas se han estudiado en profundidad. El procesamiento inicial de los estímulos visuales ocurre en la corteza prefrontal (PFC), la corteza posparietal (PPC) y el precuneus. Los estímulos se identifican luego como faciales y se produce un procesamiento más refinado dentro del área fusiforme de la cara (FFA), el área occipital de la cara (OFA) y la región selectiva del surco temporal superior (fSTS). El FFA sirve para tareas de bajo nivel, como distinguir detalles entre objetos conocidos similares. La OFA y la fSTS sirven para tareas de procesamiento de nivel superior, como conectar la identidad de una persona con su rostro y procesar las emociones según la disposición de los rasgos faciales, respectivamente. Una vez que se han procesado los estímulos faciales, se codifican en la memoria. Esto involucra muchas estructuras cerebrales, incluido el lóbulo temporal medial (MTL) y el hipocampo. El almacenamiento y la recuperación de estos recuerdos involucra las mismas regiones de FFA, PFA y PPC que realizaron las tareas de procesamiento inicial.